# Saint-Barthélemy, Morbihan

Saint-Barthélemy este o comună în departamentul Morbihan, Franța. În 1 ianuarie 2022 avea o populație de 1.182 de locuitori.